# Nati il 12 luglio

## XI secolo(1)
- 1002 - Corrado II di Carinzia, nobile tedesco († 1039)

## XIV secolo(3)
- 1303 - Hugh de Courtenay, II conte di Devon, nobile inglese († 1377)
- 1362 - Caterina Visconti, sovrana italiana († 1404)
- 1394 - Ashikaga Yoshinori, militare giapponese († 1441)

## XV secolo(3)
- 1418 - Caterino Zeno, viaggiatore e diplomatico italiano († 1478)
- 1468 - Juan del Encina, poeta, drammaturgo e compositore spagnolo († 1529)
- 1477 - Jacopo Sadoleto, cardinale, vescovo cattolico e umanista italiano († 1547)

## XVI secolo(4)
- 1532 - Matilde di Wittelsbach, nobile († 1565)
- 1573 - Pietro Carrera, scacchista e scrittore italiano († 1647)
- 1583 - Felice Palma, scultore italiano († 1625)
- 1588 - Scipione Li Volsi, scultore italiano († 1667)

## XVII secolo(10)
- 1607 - Jean Petitot, pittore svizzero († 1691)
- 1628 - Henry Howard, VI duca di Norfolk, nobile e militare inglese († 1684)
- 1634 - Giovanni Giorgio I di Sassonia-Eisenach, duca tedesco († 1686)
- 1651 - Margherita Teresa d'Asburgo († 1673)
- 1654 - Gregorio Sellari, cardinale e teologo italiano († 1729)
- 1657 - Federico Guglielmo III di Sassonia-Altenburg, duca tedesco († 1672)
- 1658 - Benedetto Bresciani, bibliotecario e letterato italiano († 1740)
- 1670 - Giuseppe Firrao il Vecchio, cardinale e arcivescovo cattolico italiano († 1744)
- 1675 - Evaristo Felice Dall'Abaco, compositore e violoncellista italiano († 1742)
- 1694 - Gustava Carolina di Meclemburgo-Strelitz, nobile tedesca († 1748)

## XVIII secolo(36)
- 1702 - Karl Philipp Franz von Hohenlohe-Bartenstein, principe e magistrato tedesco († 1763)
- 1705 - Antonio Maria Franci, vescovo cattolico italiano († 1790)
- 1712 - Francis Bernard, dirigente pubblico britannico († 1779)
- 1712 - Carl Heinrich von Wedel, generale e politico prussiano († 1782)
- 1714 - Michail Illarionovič Voroncov, politico russo († 1767)
- 1719 - François-Charles de Velbruck, vescovo cattolico e nobile tedesco († 1784)
- 1723 - Ilario Corte, archivista italiano († 1786)
- 1729 - Antoine de Sartine, politico francese († 1801)
- 1730 - Giuseppe Maria Doria, doge († 1816)
- 1730 - Anna Barbara Reinhart, matematica svizzera († 1796)
- 1730 - Josiah Wedgwood, ceramista inglese († 1795)
- 1740 - Jacques Bernard d'Anselme, generale francese († 1814)
- 1747 - Cesare Baldinotti, filosofo italiano († 1821)
- 1749 - Giuseppe Maria Puppo, compositore, violinista e direttore d'orchestra italiano († 1827)
- 1751 - Giulia Billiart, religiosa francese († 1816)
- 1751 - Francisco Salvà i Campillo, fisico e medico spagnolo († 1828)
- 1754 - Karl Gottlob Kühn, medico tedesco († 1840)
- 1760 - Giuseppe Maria Foppa, librettista italiano († 1845)
- 1763 - Ferdinando Brambilla, pittore e incisore italiano († 1834)
- 1764 - Francesco Luigi Fanzago, medico italiano († 1836)
- 1764 - Charles Thévenin, pittore francese († 1838)
- 1771 - Maffeo Barberini Colonna di Sciarra, VII principe di Carbognano, nobile italiano († 1849)
- 1778 - Maria Dalle Donne, medica e ginecologa italiana († 1842)
- 1780 - Juana Azurduy de Padilla, patriota e rivoluzionaria boliviana († 1862)
- 1780 - Luigi Porro Lambertenghi, patriota, imprenditore e politico italiano († 1860)
- 1782 - Étienne Marc Quatremère, orientalista e arabista francese († 1857)
- 1783 - Georgiana Cavendish, nobildonna inglese († 1858)
- 1784 - Juan Mora Fernández, politico costaricano († 1854)
- 1789 - Georg Wilhelm Freyreiss, naturalista tedesco († 1825)
- 1790 - Efisio Falqui Pes, ufficiale italiano
- 1792 - Pierre Justin Sabatier, numismatico francese († 1869)
- 1793 - Agostino Codazzi, geografo, cartografo e generale italiano († 1859)
- 1797 - Adele Schopenhauer, scrittrice, poetessa e artista tedesca († 1849)
- 1799 - Carlo Leopardi, nobiluomo italiano († 1878)
- 1799 - Friedrich Eduard Schulz, filosofo e orientalista tedesco († 1829)
- 1800 - Adolphe Antoine Richenpanse, generale francese († 1862)

## XIX secolo(167)
- 1802 - Francesco Bruni, vescovo cattolico italiano († 1863)
- 1802 - Francesco Coghetti, pittore italiano († 1875)
- 1803 - Pietro Chanel, presbitero e missionario francese († 1841)
- 1805 - Domenico Carafa della Spina di Traetto, cardinale e arcivescovo cattolico italiano († 1879)
- 1807 - Andrew Horatio Reeder, avvocato e politico statunitense († 1864)
- 1808 - Robert Main, astronomo britannico († 1878)
- 1809 - Vincenzo Morani, pittore italiano († 1870)
- 1810 - Pietro Ivaldi, pittore italiano († 1885)
- 1811 - Frédéric Henri Le Normand de Lourmel, generale francese († 1854)
- 1812 - Mirzə Fətəli Axundov, scrittore azero († 1878)
- 1813 - Francesco Saverio Abbrescia, poeta e prete italiano († 1852)
- 1813 - Claude Bernard, fisiologo francese († 1878)
- 1813 - Francisque Bouillier, filosofo francese († 1899)
- 1815 - Phiz, illustratore britannico († 1882)
- 1816 - James Innes-Ker, VI duca di Roxburghe, nobile scozzese († 1879)
- 1816 - Fredrik Marinus Kruseman, pittore olandese († 1882)
- 1816 - Giovanni Simeoni, cardinale e arcivescovo cattolico italiano († 1892)
- 1817 - Henry David Thoreau, filosofo, scrittore e poeta statunitense († 1862)
- 1818 - Lorenzo Ilarione Randi, cardinale italiano († 1887)
- 1821 - Cesare Dominiceti, compositore italiano († 1888)
- 1821 - Daniel Harvey Hill, generale e scrittore statunitense († 1889)
- 1824 - Eugène Boudin, pittore francese († 1898)
- 1824 - Antonio Mosto, militare italiano († 1880)
- 1825 - Giuseppe Buoni, fantino italiano († 1874)
- 1825 - Mordecai Cubitt Cooke, botanico e micologo britannico († 1914)
- 1827 - Henri Rivière, ufficiale e scrittore francese († 1883)
- 1829 - Edwin Long, pittore inglese († 1891)
- 1829 - Henry Portman, II visconte Portman, politico inglese († 1919)
- 1829 - William Backhouse Astor, Jr., imprenditore statunitense († 1892)
- 1830 - Agesilao Milano, militare italiano († 1856)
- 1831 - Gustav Kross, pianista russo († 1885)
- 1832 - Henry Seebohm, ornitologo britannico († 1895)
- 1839 - Jules-Clément Chaplain, scultore e medaglista francese († 1909)
- 1839 - Nicola Antonio Pedicino, botanico italiano († 1883)
- 1839 - John Pentland Mahaffy, scrittore svizzero († 1919)
- 1843 - Paul Collin, scrittore, librettista e traduttore francese († 1915)
- 1843 - Nina de Villard, scrittrice e poetessa francese († 1884)
- 1843 - Mathias Mongenast, politico lussemburghese († 1926)
- 1844 - Thomas Frederick Crane, linguista statunitense († 1927)
- 1844 - Ferdinando d'Orléans, principe francese († 1910)
- 1847 - Karl Heinrich Barth, pianista e insegnante tedesco († 1922)
- 1848 - H. Emilie Cady, religiosa e scrittrice statunitense († 1941)
- 1848 - Oscar Chilesotti, musicologo e liutaio italiano († 1916)
- 1849 - William Osler, medico canadese († 1919)
- 1850 - Heinrich von Foullon-Norbeeck, geologo austriaco († 1896)
- 1850 - Joseph Isaac Spadafora Whitaker, ornitologo e archeologo italiano († 1936)
- 1851 - Juan Gualberto González, politico paraguaiano († 1912)
- 1851 - Elizabeth Phillips Hughes, educatrice britannica († 1925)
- 1851 - Gaston Legrand, tiratore a volo francese († 1905)
- 1852 - Hipólito Yrigoyen, politico argentino († 1933)
- 1853 - Rosario Alagna, matematico italiano († 1924)
- 1853 - Louis Charles Trabut, botanico e fisico francese († 1929)
- 1854 - George Eastman, imprenditore statunitense († 1932)
- 1856 - Gisella d'Asburgo-Lorena, nobildonna austriaca († 1932)
- 1856 - Ernesto Schiaparelli, egittologo italiano († 1928)
- 1857 - Pompeo Baldoni, politico italiano († 1933)
- 1857 - Adele Capuzzo Dolcetta, matematica, educatrice e insegnante italiana († 1905)
- 1857 - Giacomo Radini-Tedeschi, vescovo cattolico e sociologo italiano († 1914)
- 1858 - Attilio Monaco, diplomatico, orientalista e storico italiano († 1932)
- 1859 - Otto Böckel, bibliotecario, musicologo e politico tedesco († 1923)
- 1859 - Lelio Bonin Longare, diplomatico e politico italiano († 1933)
- 1861 - Anton Stepanovič Arenskij, compositore e pianista russo († 1906)
- 1863 - Albert Calmette, medico e microbiologo francese († 1933)
- 1863 - Charles Cottet, pittore francese († 1925)
- 1863 - Paul Drude, fisico tedesco († 1906)
- 1863 - Herschel Mayall, attore statunitense († 1941)
- 1864 - William Withers, golfista statunitense († 1933)
- 1865 - Cora Crane, giornalista statunitense († 1910)
- 1865 - Enrico Lionne, pittore e disegnatore italiano († 1921)
- 1866 - Emiliano Figueroa Larraín, avvocato, diplomatico e politico cileno († 1931)
- 1866 - Louise Weber, ballerina francese († 1929)
- 1866 - Friedrich von Toggenburg, politico austriaco († 1956)
- 1867 - Auguste Georges Darzens, chimico francese († 1954)
- 1867 - Angelo Maria Dolci, cardinale e arcivescovo cattolico italiano († 1939)
- 1868 - Henri Abraham, fisico e docente francese († 1943)
- 1868 - Stefan George, poeta tedesco († 1933)
- 1868 - Conrad Karl Röderer, tiratore a segno svizzero († 1928)
- 1869 - Walter R. Booth, illusionista e regista britannico († 1938)
- 1870 - Luigi II di Monaco, principe († 1949)
- 1870 - Henry Stannard, pittore britannico († 1951)
- 1872 - Francesco Caporale, presbitero italiano († 1961)
- 1872 - Emil Hácha, politico e avvocato cecoslovacco († 1945)
- 1872 - Frederick Edward Smith, I conte di Birkenhead, politico britannico († 1930)
- 1873 - Mariano Cittadini, politico italiano († 1939)
- 1873 - Oscar von Sydow, politico svedese († 1936)
- 1874 - Martin Persson Nilsson, filologo classico, grecista e storico delle religioni svedese († 1967)
- 1874 - Elsa von Freytag-Loringhoven, artista e poetessa tedesca († 1927)
- 1875 - Ernst Sigismund Fischer, matematico austriaco († 1954)
- 1875 - Isaac Westergren, velocista svedese († 1950)
- 1876 - Alphaeus Philemon Cole, pittore, incisore e supercentenario statunitense († 1988)
- 1876 - Ercole Durini di Monza, nobile, diplomatico e politico italiano († 1968)
- 1876 - Max Jacob, poeta, pittore e scrittore francese († 1944)
- 1876 - Ivan Krasko, poeta, scrittore e traduttore slovacco († 1958)
- 1876 - Matteo Marangoni, critico d'arte, storico dell'arte e compositore italiano († 1958)
- 1876 - Sergej Isaevič Utočkin, aviatore russo († 1916)
- 1877 - Pietro Toesca, storico dell'arte italiano († 1962)
- 1878 - Harold Hackett, tennista statunitense († 1937)
- 1879 - Margherita Beloch Piazzolla, matematica italiana († 1976)
- 1880 - Tod Browning, regista, attore e sceneggiatore statunitense († 1962)
- 1880 - Federico Guglielmo di Prussia, nobile prussiano († 1925)
- 1880 - Umberto Martina, pittore italiano († 1945)
- 1881 - Ludwig Rubiner, scrittore e traduttore tedesco († 1920)
- 1881 - Edward Jones, giocatore di lacrosse britannico († 1951)
- 1881 - Giuseppe Manni, generale italiano († 1952)
- 1881 - Edward Potts, ginnasta britannico († 1944)
- 1881 - Raffaele Rossetti, ingegnere, ufficiale e politico italiano († 1951)
- 1882 - Juan Gualberto Guevara, cardinale e arcivescovo cattolico peruviano († 1954)
- 1882 - Traian Lalescu, matematico romeno († 1929)
- 1882 - Pánfilo Natera, generale e politico messicano († 1951)
- 1882 - Max Parker, scenografo statunitense († 1964)
- 1882 - Péter Tóth, schermidore ungherese († 1967)
- 1882 - Charles Voisin, pioniere dell'aviazione francese († 1912)
- 1883 - Fernand Allard l'Olivier, pittore e illustratore belga († 1933)
- 1883 - Emanuele Ferraris, politico italiano († 1974)
- 1884 - Linda Arvidson, attrice cinematografica e sceneggiatrice statunitense († 1949)
- 1884 - Albert Defant, meteorologo e oceanografo austriaco († 1974)
- 1884 - Louis B. Mayer, produttore cinematografico statunitense († 1957)
- 1884 - Amedeo Modigliani, pittore e scultore italiano († 1920)
- 1885 - Niels Petersen, ginnasta danese († 1961)
- 1886 - Vincenzo Giuseppe Cavallaro, fisico italiano († 1961)
- 1886 - Raoul Hausmann, artista austriaco († 1971)
- 1886 - Jean Hersholt, attore danese († 1956)
- 1887 - Rudolph Lewis, ciclista su strada sudafricano († 1933)
- 1888 - Chana Orloff, scultrice russa († 1968)
- 1888 - Franz Sackmann, compositore di scacchi tedesco († 1927)
- 1889 - Georg Albertsen, ginnasta danese († 1961)
- 1889 - Johannes Eriksen, lottatore danese († 1963)
- 1889 - Marty Friedman, cestista e allenatore di pallacanestro statunitense († 1986)
- 1890 - Larry McCormick, hockeista su ghiaccio canadese († 1961)
- 1891 - Oskar Bider, aviatore svizzero († 1919)
- 1891 - Nicola De Cesare, funzionario italiano († 1965)
- 1891 - Jetta Goudal, attrice olandese († 1985)
- 1892 - Mario Basiola, baritono italiano († 1965)
- 1892 - Navarrino Navarrini, pittore italiano († 1980)
- 1892 - Harry Piel, regista, sceneggiatore e attore tedesco († 1963)
- 1892 - Bruno Schulz, scrittore e disegnatore polacco († 1942)
- 1893 - Giovanni Balella, imprenditore italiano († 1988)
- 1893 - Ernest Cadine, sollevatore francese († 1978)
- 1893 - Michail Jakovlev, calciatore russo († 1942)
- 1893 - Stanislav Zela, vescovo cattolico ceco († 1969)
- 1894 - Tullio Biscuola, maratoneta italiano († 1963)
- 1894 - Francesco Lieto, calciatore italiano
- 1894 - Betto Lotti, pittore e incisore italiano († 1977)
- 1894 - Gina Moneta, attrice italiana († 1961)
- 1894 - Antonio Sertoli, militare italiano († 1916)
- 1894 - Hunt Stromberg, produttore cinematografico e regista statunitense († 1968)
- 1894 - Otto Wöhler, generale e criminale di guerra tedesco († 1987)
- 1895 - Emilio Agradi, calciatore e allenatore di calcio italiano († 1971)
- 1895 - Richard Buckminster Fuller, inventore, architetto e designer statunitense († 1983)
- 1895 - Kirsten Flagstad, soprano norvegese († 1962)
- 1895 - Umberto Gama, arbitro di calcio italiano († 1942)
- 1895 - Oscar Hammerstein II, scrittore, paroliere e librettista statunitense († 1960)
- 1895 - Guido Meregalli, pilota automobilistico italiano († 1960)
- 1895 - Antonio Vila-Coro, pallanuotista spagnolo († 1977)
- 1896 - Li Ji, archeologo cinese († 1979)
- 1897 - Werner Friebe, generale tedesco († 1962)
- 1897 - Antoine Parachini, calciatore francese († 1963)
- 1897 - Orsola Rivata, religiosa italiana († 1987)
- 1898 - Augusto Bergamino, calciatore italiano († 1976)
- 1898 - Enrique Granados Gal, pallanuotista spagnolo († 1953)
- 1898 - Humberto Recanatini, calciatore argentino († 1964)
- 1899 - Ernesto Bonino, calciatore italiano († 1984)
- 1899 - Edgar Nixon, attivista statunitense († 1987)
- 1900 - Zenón Noriega Agüero, generale e politico peruviano († 1957)
- 1900 - Muhammad Asad, giornalista e scrittore austriaco († 1992)
- 1900 - Robert Coat, calciatore francese († 1940)
- 1900 - Francisco Gibert, pallanuotista spagnolo († 1979)

## XX secolo(882)
- 1902 - Günther Anders, filosofo e scrittore tedesco († 1992)
- 1902 - Takeichi Nishi, cavaliere e militare giapponese († 1945)
- 1903 - Sebastiano Fraghì, arcivescovo cattolico italiano († 1985)
- 1903 - Jacques Désiré Leandri, botanico e micologo francese († 1982)
- 1904 - Rinaldo Capuzzi, tiratore a segno italiano († 1990)
- 1904 - William Cox, mezzofondista statunitense († 1996)
- 1904 - Pablo Neruda, poeta, diplomatico e politico cileno († 1973)
- 1904 - Boris Borisovič Rodendorf, paleontologo e entomologo sovietico († 1977)
- 1905 - Edward Bernds, regista e sceneggiatore statunitense († 2000)
- 1905 - Nicola Chiaromonte, saggista e critico teatrale italiano († 1972)
- 1905 - John Windsor, principe britannico († 1919)
- 1905 - Giuseppe Pietro La Marca, militare e partigiano italiano († 1989)
- 1906 - Ernst Käsemann, insegnante tedesco († 1998)
- 1906 - Mario Mannucci, calciatore italiano († 1959)
- 1906 - Pietro Tordi, attore italiano († 1990)
- 1907 - Fausto Barbolini, calciatore italiano († 1959)
- 1907 - Roger Bonvin, politico svizzero († 1982)
- 1907 - Adamo Dabini, ciclista su strada italiano
- 1907 - Silvio Marcuzzi, operaio, antifascista e partigiano italiano († 1944)
- 1907 - Wilhelm Strassburger, calciatore tedesco († 1991)
- 1907 - Alexander Wood, calciatore scozzese († 1987)
- 1907 - Ľudo Zúbek, scrittore, traduttore e traduttore slovacco († 1969)
- 1908 - Milton Berle, comico, attore e showman statunitense († 2002)
- 1908 - Alain Cuny, attore francese († 1994)
- 1908 - Amos Edallo, architetto, urbanista e scultore italiano († 1965)
- 1908 - Massimiliano Erasi, ufficiale e aviatore italiano († 1945)
- 1908 - Mario Gardini, calciatore italiano († 1986)
- 1908 - Alois Hudec, ginnasta cecoslovacco († 1997)
- 1908 - Buster Johnson, attore statunitense († 1969)
- 1908 - Michele Federico Sciacca, filosofo e storico della filosofia italiano († 1975)
- 1909 - Ermenegildo Bertola, politico italiano († 2000)
- 1909 - Joe DeRita, attore e comico statunitense († 1993)
- 1909 - Eleanor Garatti, nuotatrice statunitense († 1998)
- 1909 - Fritz Leonhardt, ingegnere tedesco († 1999)
- 1909 - Constantin Noica, filosofo, saggista e scrittore romeno († 1987)
- 1909 - Valerio Perentin, canottiere italiano († 1998)
- 1909 - Bimal Roy, regista indiano († 1966)
- 1909 - Frank Stubbs, hockeista su ghiaccio statunitense († 1993)
- 1910 - Aldo Balducci, rugbista a 15 italiano
- 1910 - Léon Level, ciclista su strada francese († 1949)
- 1910 - Angelo Majorana, psichiatra e psicologo italiano († 2007)
- 1911 - Arturo Arrieta, calciatore argentino
- 1911 - Matvey Dubrovin, regista teatrale russo († 1974)
- 1911 - Evald Mikson, criminale di guerra e calciatore estone († 1993)
- 1911 - Karl Zimmer, fisico e genetista tedesco († 1988)
- 1912 - Khamphoui, regina laotiana († 1982)
- 1912 - Aoua Kéita, politica e scrittrice maliana († 1980)
- 1912 - Laurean Rugambwa, cardinale e arcivescovo cattolico tanzaniano († 1997)
- 1912 - Petar Stambolić, politico jugoslavo († 2007)
- 1912 - Felix Zwolanowski, calciatore tedesco († 1998)
- 1912 - Šalva Čichladze, lottatore sovietico († 1997)
- 1913 - Hamid II di Pontianak, sovrano indonesiano († 1978)
- 1913 - Mildred Cohn, biochimica statunitense († 2009)
- 1913 - Willis Lamb, fisico statunitense († 2008)
- 1913 - Luigi Lanfranconi, partigiano italiano († 1945)
- 1913 - Roger Van de Casteele, pallanuotista francese
- 1913 - Red Wiseman, cestista canadese († 1993)
- 1914 - Pasquale Almerico, politico italiano († 1957)
- 1914 - Renato Olmi, calciatore italiano († 1985)
- 1914 - Luigi Scaccianoce, scenografo italiano († 1981)
- 1915 - Giovanni Ivaldi, calciatore e allenatore di calcio italiano
- 1915 - Guglielmo Maetzke, archeologo e etruscologo italiano († 2008)
- 1915 - Sebastiano Milluzzo, pittore e scultore italiano († 2011)
- 1915 - Giovanni Righi, calciatore italiano († 2000)
- 1915 - Otto Steinert, fotografo tedesco († 1978)
- 1916 - Filippo Nicolai, militare italiano († 1942)
- 1916 - Ljudmila Michajlovna Pavličenko, militare sovietica († 1974)
- 1916 - Mel Riebe, cestista statunitense († 1977)
- 1917 - Luigi Gorrini, militare e aviatore italiano († 2014)
- 1917 - Andrew Wyeth, pittore e artista statunitense († 2009)
- 1918 - Roger Couderc, giornalista francese († 1984)
- 1918 - Mary Glen Haig, schermitrice britannica († 2014)
- 1918 - Diana Grange Fiori, scrittrice e traduttrice italiana († 2001)
- 1918 - Rinaldo Pigola, pittore e scultore italiano († 1999)
- 1918 - Florentino Pérez Embid, storico e politico spagnolo († 1974)
- 1918 - Red Wallace, cestista e allenatore di pallacanestro statunitense († 1977)
- 1919 - Martin Dzúr, generale e politico cecoslovacco († 1985)
- 1919 - Urban Charles Joseph Murphy, vescovo cattolico e missionario irlandese († 1981)
- 1919 - Arrigo Polillo, giornalista e critico musicale italiano († 1984)
- 1919 - Vera Ralston, attrice cecoslovacca († 2003)
- 1920 - Keith Andes, attore statunitense († 2005)
- 1920 - Frederick William Danker, lessicografo, grecista e biblista statunitense († 2012)
- 1920 - Paul Gonsalves, musicista statunitense († 1974)
- 1920 - Lino Lai, politico e avvocato italiano († 2018)
- 1920 - Mario Mangiarotti, schermidore e dirigente sportivo italiano († 2019)
- 1920 - Luigi Maverna, arcivescovo cattolico italiano († 1998)
- 1920 - Santi Pirrone, scacchista italiano († 2006)
- 1920 - Randolph Quirk, linguista britannico († 2017)
- 1920 - Beah Richards, attrice e drammaturga statunitense († 2000)
- 1920 - Silvana Rocco, cestista italiana († 2004)
- 1920 - Spartaco Schergat, marinaio italiano († 1996)
- 1920 - John Souza, calciatore statunitense († 2012)
- 1920 - Pierre Berton, giornalista, scrittore e conduttore televisivo canadese († 2004)
- 1921 - Lloyd Herbert Hughes, militare e aviatore statunitense († 1943)
- 1921 - Iacopo Jacomelli, cantante italiano
- 1921 - Hans Koning, scrittore e giornalista olandese († 2007)
- 1921 - Augusto Zweifel, calciatore italiano († 2021)
- 1922 - August Kiuru, fondista finlandese († 2009)
- 1922 - Michael Ventris, architetto e linguista britannico († 1956)
- 1923 - René Favaloro, cardiochirurgo argentino († 2000)
- 1923 - James Gunn, scrittore di fantascienza statunitense († 2020)
- 1924 - Heinz von Cramer, scrittore, regista e sceneggiatore tedesco († 2009)
- 1924 - Renzo Del Carria, storico italiano († 2010)
- 1924 - Vlastimil Havlíček, calciatore cecoslovacco († 1991)
- 1924 - Faidōn Matthaiou, canottiere, cestista e allenatore di pallacanestro greco († 2011)
- 1924 - Shirley Neil Pettis, politica statunitense († 2016)
- 1925 - Yasushi Akutagawa, compositore e direttore d'orchestra giapponese († 1989)
- 1925 - Arsénio Duarte, calciatore portoghese († 1986)
- 1925 - Sándor Gellér, calciatore ungherese († 1996)
- 1925 - Francesco Alberto Giunta, scrittore, poeta e giornalista italiano († 2013)
- 1925 - Rosario Villari, storico e politico italiano († 2017)
- 1925 - Villy de Luca, giornalista italiano († 1982)
- 1926 - Miroslav Baumruk, cestista cecoslovacco
- 1926 - Renata Bianchi, ginnasta italiana († 1966)
- 1926 - Emanuele Catarinicchia, vescovo cattolico italiano († 2024)
- 1926 - Themīs Cholevas, cestista e allenatore di pallacanestro greco († 2007)
- 1926 - John Crosby, musicista, direttore d'orchestra e direttore artistico statunitense († 2002)
- 1926 - Janet Gray Hayes, politica statunitense († 2014)
- 1926 - Tiberio Mitri, pugile e attore cinematografico italiano († 2001)
- 1926 - Carl Adam Petri, matematico e informatico tedesco († 2010)
- 1926 - Andrzej Poppe, storico e bizantinista polacco († 2019)
- 1926 - Manfred Schroeder, fisico tedesco († 2009)
- 1926 - Oswald Mathias Ungers, architetto e teorico dell'architettura tedesco († 2007)
- 1926 - Calogero Vinti, matematico italiano († 1997)
- 1927 - Conte Candoli, trombettista statunitense († 2001)
- 1927 - Charlie Fleming, calciatore scozzese († 1997)
- 1927 - Knut Gudem, calciatore norvegese († 2007)
- 1927 - Hermann Haken, fisico tedesco († 2024)
- 1927 - Yrjö Hietanen, canoista finlandese († 2011)
- 1927 - Muhammad Iqbal, martellista pakistano
- 1927 - Pavle Merkù, compositore, etnomusicologo e linguista sloveno († 2014)
- 1927 - Giovanni Mosca, politico e sindacalista italiano († 2000)
- 1928 - Peter Cellier, attore britannico
- 1928 - Elias James Corey, chimico statunitense
- 1928 - Alain Dufour, storico e archivista svizzero († 2017)
- 1928 - Jo Myong-rok, generale e politico nordcoreano († 2010)
- 1928 - János Palotai, calciatore ungherese († 2010)
- 1928 - Julio Riscal, attore spagnolo († 2008)
- 1928 - Tayeb Salih, scrittore sudanese († 2009)
- 1928 - Hayden White, storico e filosofo statunitense († 2018)
- 1929 - Hanuš Hachenburg, poeta ceco († 1944)
- 1929 - Monte Hellman, regista statunitense († 2021)
- 1930 - Jean Brankart, ciclista su strada e pistard belga († 2020)
- 1930 - Johan Dalgas Frisch, compositore, ingegnere e ornitologo brasiliano († 2024)
- 1930 - Guy Ligier, pilota motociclistico, pilota automobilistico e imprenditore francese († 2015)
- 1930 - Alberto Lionello, attore, doppiatore e conduttore televisivo italiano († 1994)
- 1930 - Sandro Luporini, pittore, paroliere e scrittore italiano
- 1930 - Célestin Oliver, calciatore e allenatore di calcio francese († 2011)
- 1930 - Gordon Pinsent, attore, doppiatore e cantante canadese († 2023)
- 1930 - Leonello Radi, economista italiano († 2017)
- 1931 - Adele Cambria, giornalista, scrittrice e attrice italiana († 2015)
- 1931 - Giuseppe Malandrino, vescovo cattolico italiano († 2025)
- 1931 - Ennio Presutti, dirigente d'azienda italiano († 2008)
- 1931 - Nikolaj Solov'ëv, lottatore sovietico († 2007)
- 1932 - Sergio Caprari, pugile italiano († 2015)
- 1932 - Grazia Daddario, attrice italiana
- 1932 - Otis Davis, velocista statunitense († 2024)
- 1932 - Rene Goulet, wrestler canadese († 2019)
- 1932 - Carlo Nicolo, ex ciclista su strada italiano
- 1932 - Yasutomi Nishizuka, biochimico giapponese († 2004)
- 1932 - Luciano Rispoli, conduttore televisivo, autore televisivo e conduttore radiofonico italiano († 2016)
- 1932 - Gaetano Scelba, giornalista e funzionario italiano († 2011)
- 1932 - Eddy Wally, cantante belga († 2016)
- 1933 - Brian Cant, attore, conduttore televisivo e scrittore britannico († 2017)
- 1933 - Boris Razinskij, allenatore di calcio e calciatore sovietico († 2012)
- 1933 - Donald E. Westlake, scrittore e sceneggiatore statunitense († 2008)
- 1934 - Joe Belmont, cestista e allenatore di pallacanestro statunitense († 2019)
- 1934 - Van Cliburn, pianista statunitense († 2013)
- 1934 - Antonio Di Ciolo, schermidore e maestro di scherma italiano († 2020)
- 1934 - Silvio Novembre, militare italiano († 2019)
- 1934 - Herbert Schambeck, giurista e politico austriaco († 2023)
- 1934 - Ulf Schmidt, ex tennista svedese
- 1935 - Vincenzo Carbone, magistrato e giurista italiano († 2022)
- 1935 - Elio Fiore, poeta italiano († 2002)
- 1935 - Ursula Herwig, attrice e doppiatrice tedesca († 1977)
- 1935 - Ed Rubinoff, ex tennista statunitense
- 1935 - Hans Tilkowski, calciatore e allenatore di calcio tedesco († 2020)
- 1935 - Satoshi Ōmura, medico giapponese
- 1936 - Gérard Banide, allenatore di calcio e ex calciatore francese
- 1936 - Dino De Antoni, arcivescovo cattolico italiano († 2019)
- 1936 - Luigi Naviglio, scrittore, fumettista e giornalista italiano († 2001)
- 1936 - Jan Němec, regista e sceneggiatore ceco († 2016)
- 1936 - Emil Ochyra, schermidore polacco († 1980)
- 1936 - María Planas, allenatrice di pallacanestro spagnola
- 1936 - Frank Ryan, giocatore di football americano statunitense († 2024)
- 1936 - Ripszima Székely, ex nuotatrice ungherese
- 1937 - Lilian Camberabero, rugbista a 15 francese († 2015)
- 1937 - Raymond Ceulemans, giocatore di biliardo belga
- 1937 - Bill Cosby, attore, comico e cabarettista statunitense
- 1937 - Carla Fendi, imprenditrice, stilista e filantropa italiana († 2017)
- 1937 - Lionel Jospin, ex politico francese
- 1937 - Fritz Kehl, ex calciatore svizzero
- 1937 - Agide Lenzi, ex calciatore italiano
- 1937 - Orlando Nannini, ex schermidore argentino
- 1937 - Alina Szostak, cestista polacca († 2015)
- 1937 - Helga Volz-Mees, schermitrice tedesca († 2014)
- 1938 - Giovanni Battista Colurcio, politico italiano
- 1938 - Eiko Ishioka, costumista e grafica giapponese († 2012)
- 1938 - Wieger Mensonides, ex nuotatore olandese
- 1938 - Riccardo Petrazzi, attore e stuntman italiano († 2003)
- 1938 - Ray Scott, ex cestista e allenatore di pallacanestro statunitense
- 1939 - Phillip Adams, giornalista, produttore cinematografico e attivista australiano
- 1939 - Warwick Banks, ex pilota automobilistico britannico
- 1939 - Olga Berluti, costumista e imprenditrice italiana
- 1939 - Ernesto Esposito, compositore italiano († 2012)
- 1939 - Tak Fujimoto, direttore della fotografia statunitense
- 1939 - Giorgio Gaja, giurista italiano
- 1939 - Erwin Kräutler, vescovo cattolico austriaco
- 1939 - Felice Scermino, magistrato e politico italiano
- 1939 - Franco Teodoro, grafico e designer italiano († 2005)
- 1940 - Anja Breien, regista e sceneggiatrice norvegese
- 1940 - John Brown, ex tennista australiano
- 1940 - Guillermo José Garlatti, arcivescovo cattolico argentino
- 1940 - Patricia Huntingford, nuotatrice australiana
- 1940 - Thomas A. Szlezák, filologo classico e grecista tedesco († 2023)
- 1941 - Guido Altarelli, fisico italiano († 2015)
- 1941 - Gualberto Fernández, ex calciatore salvadoregno
- 1941 - Asko Parpola, indologo finlandese
- 1941 - Benny Parsons, pilota automobilistico statunitense († 2007)
- 1941 - John Ritchie, calciatore inglese († 2007)
- 1941 - Juha Väätäinen, ex mezzofondista finlandese
- 1941 - Joseph Whipp, attore statunitense
- 1942 - Carole Jane Beebe Tarantelli, politica, psicoanalista e anglista statunitense
- 1942 - Svein Haagenrud, ex calciatore norvegese
- 1942 - Lothar Ledderose, orientalista e storico dell'arte tedesco
- 1942 - Herbert Lenzinger, ex calciatore austriaco
- 1942 - Richard Stoltzman, clarinettista statunitense
- 1942 - Swamp Dogg, musicista e produttore discografico statunitense
- 1942 - Steve Young, cantautore e chitarrista statunitense († 2016)
- 1943 - Cornelius Johnson, giocatore di football americano statunitense († 2017)
- 1943 - Christine McVie, cantautrice e tastierista britannica († 2022)
- 1943 - Eridadi Mukwanga, pugile ugandese († 1998)
- 1943 - Walter Murch, montatore, tecnico del suono e regista statunitense
- 1943 - Stephen Netburn, ex schermidore statunitense
- 1943 - Paul Silas, cestista e allenatore di pallacanestro statunitense († 2022)
- 1944 - George Borba, ex calciatore italiano
- 1944 - Mercedes Bresso, economista e politica italiana
- 1944 - Terry Cooper, calciatore e allenatore di calcio inglese († 2021)
- 1944 - Delia Ephron, sceneggiatrice e produttrice cinematografica statunitense
- 1944 - Christl Filippovits, ex nuotatrice austriaca
- 1944 - Bill McCollum, politico, avvocato e militare statunitense
- 1944 - Umberto Parini, chirurgo italiano († 2007)
- 1944 - Ulf Stark, scrittore e sceneggiatore svedese († 2017)
- 1944 - Danny Trainor, calciatore nordirlandese († 1974)
- 1945 - Galina Bakšeeva, tennista sovietica († 2019)
- 1945 - Butch Hancock, cantautore statunitense
- 1945 - Leopoldo Mastelloni, attore, regista teatrale e cantante italiano
- 1945 - Edwin Neal, attore e doppiatore statunitense
- 1945 - Dimităr Penev, allenatore di calcio e ex calciatore bulgaro
- 1946 - Sian Barbara Allen, attrice statunitense († 2025)
- 1946 - Mario Baruzzi, pugile italiano († 2020)
- 1946 - Roberto Castelli, politico e ingegnere italiano
- 1946 - Everett De Roche, sceneggiatore statunitense († 2014)
- 1946 - Robert Fisk, giornalista britannico († 2020)
- 1946 - Angelo Groppelli, ex pesista italiano
- 1946 - Ernesto Mahieux, attore italiano
- 1946 - Carlo Perrin, politico italiano
- 1946 - Bernardino Ragni, zoologo e biologo italiano († 2018)
- 1946 - Charles R. Saunders, scrittore e giornalista statunitense († 2020)
- 1946 - Valentina Tolkunova, cantante russa († 2010)
- 1947 - Ritanna Armeni, giornalista e saggista italiana
- 1947 - Carl Borack, ex schermidore statunitense
- 1947 - Riccardo Chiaberge, giornalista e saggista italiano
- 1947 - Gareth Edwards, ex rugbista a 15 britannico
- 1947 - Wilko Johnson, cantautore, chitarrista e attore britannico († 2022)
- 1947 - Anders Ljungberg, ex calciatore svedese
- 1947 - Giuseppe Meloni, medievista italiano
- 1947 - Pavão, calciatore portoghese († 1973)
- 1947 - Gabriele Salerno, politico italiano
- 1947 - Aslan Tchakušinov, insegnante e politico russo
- 1947 - Jasper Wilson, ex cestista statunitense
- 1948 - Ben Burtt, montatore statunitense
- 1948 - Nico Cereghini, giornalista e pilota motociclistico italiano
- 1948 - Enrique Claramunt, ex calciatore spagnolo
- 1948 - Mauro Ferrara, musicista e cantante italiano
- 1948 - Juan Morales, ex ostacolista e velocista cubano
- 1948 - Filippo Santoro, arcivescovo cattolico italiano
- 1948 - Richard Simmons, personaggio televisivo e scrittore statunitense († 2024)
- 1948 - Ares Tavolazzi, bassista e contrabbassista italiano
- 1948 - Jay Thomas, attore statunitense († 2017)
- 1948 - Chizuko Ueno, sociologa, scrittrice e docente giapponese
- 1949 - Rachid Benhadj, regista cinematografico e sceneggiatore algerino
- 1949 - Jean-François Bonhème, ex lunghista francese
- 1949 - Rick Hendrick, pilota automobilistico statunitense
- 1949 - Dominique Hé, fumettista francese
- 1949 - Pavel Lungin, regista, sceneggiatore e produttore cinematografico russo
- 1949 - Bernice Stegers, attrice inglese
- 1950 - Eric Carr, batterista statunitense († 1991)
- 1950 - Jean-Yves Escoffier, direttore della fotografia francese († 2003)
- 1950 - Laura Fincato, politica italiana
- 1951 - Ferdinando Abbri, filosofo e storico della scienza italiano
- 1951 - Carl Barisich, giocatore di football americano statunitense
- 1951 - Petru Bogatu, giornalista e scrittore moldavo († 2020)
- 1951 - Stuart Devenie, attore e regista teatrale neozelandese
- 1951 - Nicola Fusillo, politico italiano
- 1951 - Brian Grazer, produttore cinematografico e produttore televisivo statunitense
- 1951 - Dominic Jala, arcivescovo cattolico indiano († 2019)
- 1951 - Cheryl Ladd, attrice e cantante statunitense
- 1951 - James Lister, cestista statunitense († 2010)
- 1951 - Françoise Macchi, ex sciatrice alpina francese
- 1951 - Claudio Ronco, medico italiano
- 1951 - Sylvia Sass, soprano ungherese
- 1951 - Jamey Sheridan, attore statunitense
- 1952 - Eric Adams, cantante statunitense
- 1952 - Irina Bokova, politica bulgara
- 1952 - Gaudio Catellani, scrittore, cantante e compositore italiano († 2019)
- 1952 - Leonardo De Crignis, ex saltatore con gli sci italiano
- 1952 - Liz Mitchell, cantante giamaicana
- 1952 - Henk Poppe, ex ciclista su strada olandese
- 1952 - Maria Simionescu, ex cestista rumena
- 1952 - Natsuo Yamaguchi, politico giapponese
- 1953 - John Ausonius, criminale e assassino svedese
- 1953 - Boris Beravs, ex cestista jugoslavo
- 1953 - Juan Espínola, ex calciatore paraguaiano
- 1953 - Georgina Mace, ecologa britannica († 2020)
- 1953 - Zoran Mustur, ex pallanuotista e allenatore di pallanuoto jugoslavo
- 1953 - Ken Smith, ex cestista statunitense
- 1953 - Antonella Tarpino, storica e saggista italiana
- 1953 - Yōko Watanabe, soprano giapponese († 2004)
- 1954 - Jeb Blount, ex giocatore di football americano statunitense
- 1954 - Wolfgang Dremmler, ex calciatore tedesco
- 1954 - Dave Irwin, ex sciatore alpino canadese
- 1954 - Marika Lagercrantz, attrice svedese
- 1954 - Gary John Locke, ex calciatore inglese
- 1954 - Betty McCollum, politica statunitense
- 1954 - Lisa Pelikan, attrice statunitense
- 1955 - Günter Benkö, ex arbitro di calcio austriaco
- 1955 - Leonardo Domenici, politico italiano
- 1955 - Timothy Garton Ash, saggista e giornalista britannico
- 1955 - Margaret A. Hamburg, politica e medico statunitense
- 1955 - Eligio Martínez, calciatore paraguaiano († 2024)
- 1955 - Klaus Karl Mehrkens, artista tedesco
- 1955 - Bambi Woods, attrice pornografica statunitense
- 1956 - Jorge Allen, ex rugbista a 15 argentino
- 1956 - Tony Galvin, ex calciatore irlandese
- 1956 - Mel Harris, attrice statunitense
- 1956 - Claudio Molinari, politico italiano
- 1956 - Riitta Myller, politica finlandese
- 1956 - Sandi Patty, cantante statunitense
- 1956 - Markku Peltola, attore finlandese († 2007)
- 1957 - Heidrun Bartholomäus, attrice, doppiatrice e conduttrice radiofonica tedesca
- 1957 - Giovanni Cottone, imprenditore italiano
- 1957 - József Csuhay, ex calciatore ungherese
- 1957 - Septimiu Câmpeanu, allenatore di calcio e ex calciatore rumeno
- 1957 - Marina Dalcerri, giornalista e conduttrice televisiva italiana
- 1957 - Gregory Dark, regista, sceneggiatore e produttore cinematografico statunitense
- 1957 - Rick Husband, astronauta statunitense († 2003)
- 1957 - Giovanni Paladini, politico italiano
- 1957 - Pino Quartullo, attore, regista e sceneggiatore italiano
- 1957 - Adolfo Urso, politico italiano
- 1957 - Héctor Zelaya, ex calciatore honduregno
- 1958 - Duncan Cole, calciatore neozelandese († 2014)
- 1958 - Gabriela Dauerer, pittrice tedesca († 2023)
- 1958 - Marco Frittella, giornalista, saggista e conduttore televisivo italiano
- 1958 - Alan Irvine, allenatore di calcio e ex calciatore scozzese
- 1958 - Valerij Kipelov, cantante russo
- 1958 - Ersilia Menesini, psicologa italiana
- 1958 - Claretta Muci, giornalista italiana
- 1958 - Elio Pacilio, ambientalista italiano
- 1958 - Michael Robinson, calciatore irlandese († 2020)
- 1958 - Pier Tol, ex calciatore olandese
- 1958 - Steve Williams, ex calciatore inglese
- 1959 - Carla Antonelli, attrice e politica spagnola
- 1959 - Douglas Carter Beane, librettista, commediografo e sceneggiatore statunitense
- 1959 - Karl J. Friston, neuroscienziato inglese
- 1959 - Antonio Mourelos, attore, doppiatore e scrittore spagnolo
- 1959 - Charlie Murphy, attore, autore televisivo e sceneggiatore statunitense († 2017)
- 1959 - Walter Santillo, conduttore televisivo e autore televisivo italiano
- 1959 - Yuriko Shima, ex calciatrice giapponese
- 1959 - Tupou VI delle Tonga, re tongano
- 1960 - Corynne Charby, cantante e attrice francese
- 1960 - Paolo Colagrande, scrittore italiano
- 1960 - Xabier Davalillo, ex cestista spagnolo
- 1960 - Massimo Lolli, scrittore italiano
- 1960 - Alessandro Masi, storico dell'arte italiana
- 1960 - Lucia Pizzolotto, ex ciclista su strada e ciclocrossista italiana
- 1960 - Massimo Trespidi, politico italiano
- 1960 - Marco Venturini, ex tiratore a volo italiano
- 1961 - Espen Andersen, ex combinatista nordico norvegese
- 1961 - Félix Courtinard, ex cestista francese
- 1961 - Patricia De Roo, ex cestista belga
- 1961 - Malcolm Dunkley, calciatore inglese († 2005)
- 1961 - Janusz Kudyba, allenatore di calcio e ex calciatore polacco
- 1961 - Mark McGann, attore britannico
- 1961 - Glen Morgan, produttore televisivo, sceneggiatore e regista statunitense
- 1961 - Masaaki Mori, ex calciatore giapponese
- 1961 - Andrea Pucci, giornalista italiano
- 1961 - Shiva Rajkumar, attore e cantante indiano
- 1961 - Sándor Szűcs, ex calciatore ungherese
- 1962 - Anne Avellan, ex cestista finlandese
- 1962 - Mark Barham, ex calciatore inglese
- 1962 - Julio César Chávez, ex pugile messicano
- 1962 - Carlo Di Antonio, politico belga
- 1962 - Feiez, polistrumentista e fonico italiano († 1998)
- 1962 - Nelson Guerrero, ex calciatore ecuadoriano
- 1962 - Fabio Milani, ex cestista italiano
- 1962 - Lilianne Ploumen, politica olandese
- 1962 - Václav Švejcar, pittore ceco († 2008)
- 1963 - Gioacchino Alfano, politico italiano
- 1963 - Maria Pia Ammirati, scrittrice, giornalista e dirigente pubblica italiana
- 1963 - Marino Baldini, politico croato
- 1963 - Isabella De Bernardi, attrice e pubblicitaria italiana († 2021)
- 1963 - Gianni Federico, attore, regista e drammaturgo italiano
- 1963 - Javanshir Feyziyev, politico azero
- 1963 - Gaudi, musicista, compositore e produttore discografico italiano
- 1963 - Mick Herron, scrittore britannico
- 1963 - Christine Joan Johnson, cantautrice giamaicana
- 1963 - Hans-Peter Lehnhoff, dirigente sportivo e ex calciatore tedesco
- 1963 - Fulvio Milia, militare italiano
- 1963 - Paolo Petrini, politico italiano
- 1963 - Thierry Tulasne, allenatore di tennis e ex tennista francese
- 1964 - Leah Bracknell, attrice britannica († 2019)
- 1964 - Gill Burns, rugbista a 15, dirigente sportivo e insegnante britannico
- 1964 - Gian Carlo Di Martino, politico venezuelano
- 1964 - Judi Evans, attrice statunitense
- 1964 - Tim Gane, chitarrista britannico
- 1964 - Tetsuji Hashiratani, allenatore di calcio e ex calciatore giapponese
- 1964 - Beat Jans, politico svizzero
- 1964 - Marpessa Hennink, modella olandese
- 1964 - Beáta Meskó, ex cestista ungherese
- 1964 - Valentin Popa, politico rumeno
- 1964 - Gaby Roslin, conduttrice televisiva e attrice inglese
- 1965 - Claudio Galli, ex pallavolista italiano
- 1965 - Naohiko Minobe, allenatore di calcio e ex calciatore giapponese
- 1965 - Lee Sinnott, allenatore di calcio e ex calciatore inglese
- 1965 - Konstantin Čujčenko, politico, avvocato e imprenditore russo
- 1966 - Annabel Croft, ex tennista e conduttrice televisiva britannica
- 1966 - Luigi Dall'Igna, manager e ingegnere italiano
- 1966 - Samuel Ekeme, ex calciatore camerunese
- 1966 - Tamsin Greig, attrice britannica
- 1966 - Slavko Ištvanić, ex calciatore croato
- 1966 - Christophe Manin, ex ciclista su strada francese
- 1966 - Alejandro Menéndez, allenatore di calcio spagnolo
- 1966 - Taiji, bassista giapponese († 2011)
- 1966 - Luciana Souza, cantante brasiliana
- 1966 - Julie Sweet, dirigente d'azienda e avvocata statunitense
- 1966 - Ana Torrent, attrice spagnola
- 1966 - Claudia Zonghetti, traduttrice italiana
- 1966 - Ingrid van Engelshoven, politica olandese
- 1967 - Luis Abinader, politico, economista e imprenditore dominicano
- 1967 - Alloysius Agu, ex calciatore nigeriano
- 1967 - Atsuhiko Ejiri, allenatore di calcio e ex calciatore giapponese
- 1967 - Richard Herring, comico e sceneggiatore britannico
- 1967 - Adam Johnson, scrittore statunitense
- 1967 - Eduardo Malaspina, vescovo cattolico brasiliano
- 1967 - Aldo Nove, scrittore e poeta italiano
- 1967 - Jules Onana, ex calciatore camerunese
- 1967 - John Petrucci, chitarrista e produttore discografico statunitense
- 1967 - Bruny Surin, ex velocista e lunghista canadese
- 1968 - Fumiaki Aoshima, ex calciatore giapponese
- 1968 - Belkis Aquino, ex cestista dominicana
- 1968 - Gabriele Brocani, conduttore radiofonico italiano
- 1968 - Marek Gorzelniak, sollevatore polacco
- 1968 - Janne Kolling, ex pallamanista danese
- 1968 - Amedeo Mangone, allenatore di calcio e ex calciatore italiano
- 1968 - Catherine Plewinski, ex nuotatrice francese
- 1969 - Marco Artunghi, ex ciclista su strada italiano
- 1969 - Lisa Nicole Carson, attrice statunitense
- 1969 - Sabine Hack, ex tennista tedesca
- 1969 - Geert Hammink, ex cestista e allenatore di pallacanestro olandese
- 1969 - Chantal Jouanno, artista marziale e politica francese
- 1969 - Tom Kapinos, sceneggiatore e produttore televisivo statunitense
- 1969 - Martin Keane, ex cestista canadese
- 1969 - Tom McMahon, allenatore di football americano statunitense
- 1969 - Jimmy Oliver, ex cestista statunitense
- 1969 - Monique Pelletier, ex sciatrice alpina statunitense
- 1969 - Jesse Pintado, chitarrista messicano († 2006)
- 1969 - Marco Antonio Ruiz, allenatore di calcio e ex calciatore messicano
- 1969 - Melati Suryodarmo, performance artist indonesiana
- 1970 - Steve Anderhub, ex bobbista svizzero
- 1970 - Aure Atika, attrice francese
- 1970 - Chad Brown, ex giocatore di football americano statunitense
- 1970 - Conrad Coates, attore britannico
- 1970 - Giorgio Frinolli, allenatore di atletica leggera e ex ostacolista italiano
- 1970 - Lee Byung-hun, attore e modello sudcoreano
- 1970 - Filippo Merola, cantante e conduttore televisivo italiano
- 1970 - Mayumi Omatsu, ex calciatrice giapponese
- 1970 - Jaason Simmons, attore australiano
- 1970 - İpek Tenolcay, attrice turca
- 1970 - Vladimir Timošinin, tuffatore russo († 2023)
- 1971 - Alessandro Ambrosi, ex calciatore italiano
- 1971 - Joel Casamayor, ex pugile cubano
- 1971 - Chôco, ex giocatore di calcio a 5 brasiliano
- 1971 - Rod Lawler, giocatore di snooker inglese
- 1971 - Salvatore Russo, allenatore di calcio e ex calciatore italiano
- 1971 - Richard Scott, ex cestista statunitense
- 1971 - Wei Yimin, ex calciatore e ex giocatore di calcio a 5 cinese
- 1971 - Unni Wilhelmsen, cantante norvegese
- 1971 - Kristi Yamaguchi, ex pattinatrice artistica su ghiaccio statunitense
- 1972 - Tibor Benedek, pallanuotista e allenatore di pallanuoto ungherese († 2020)
- 1972 - Travis Best, ex cestista statunitense
- 1972 - Nicola Boselli, ex calciatore italiano
- 1972 - Gabriel Garko, attore e modello italiano
- 1972 - Lady Saw, cantante giamaicana
- 1972 - Jose Ramirez Rapadas III, vescovo cattolico filippino
- 1972 - Brett Reed, batterista statunitense
- 1972 - Jake Wood, attore inglese
- 1972 - Noëlle van Lottum, ex tennista francese
- 1972 - Paula Åkesdotter-Jarl, cantante svedese
- 1973 - Inoke Afeaki, ex rugbista a 15 e allenatore di rugby a 15 tongano
- 1973 - Alexis Alexandrou, ex calciatore cipriota
- 1973 - Simona Bonafè, politica italiana
- 1973 - Timon Kyle Durrett, attore statunitense
- 1973 - Thor Mikalsen, ex calciatore norvegese
- 1973 - Gerson Monteiro, ex cestista angolano
- 1973 - Juan Luis Mora, dirigente sportivo, allenatore di calcio e ex calciatore spagnolo
- 1973 - Leo Muscato, regista e drammaturgo italiano
- 1973 - Duccio Pasqua, giornalista e conduttore radiofonico italiano
- 1973 - Laurent Pluvy, allenatore di pallacanestro e ex cestista francese
- 1973 - Christian Vieri, ex calciatore italiano
- 1974 - Vitalij Abramov, ex calciatore kazako
- 1974 - Olivier Adam, scrittore francese
- 1974 - Mariano Baracetti, ex giocatore di beach volley argentino
- 1974 - Walter Beltrami, chitarrista e compositore italiano
- 1974 - Glenn Chong, politico e avvocato filippino
- 1974 - Marcela Citterio, sceneggiatrice argentina
- 1974 - Iván Corrales, ex cestista spagnolo
- 1974 - Martial Esnal, ex hockeista su ghiaccio francese
- 1974 - Stelios Giannakopoulos, allenatore di calcio e ex calciatore greco
- 1974 - Gregory Helms, ex wrestler statunitense
- 1974 - Axel Smeets, ex calciatore belga
- 1974 - Sharon den Adel, cantautrice e stilista olandese
- 1975 - Arno Bertina, scrittore francese
- 1975 - Alessandro Botturi, pilota motociclistico italiano
- 1975 - Rita Dominic, attrice nigeriana
- 1975 - Liliana Gafencu, canottiera rumena
- 1975 - João Gomes, ex schermidore portoghese
- 1975 - Kai Greene, culturista statunitense
- 1975 - Kjetil Ingebrethsen, cantante svedese
- 1975 - Cheyenne Jackson, attore e cantante statunitense
- 1975 - Igor Jerman, pilota motociclistico sloveno
- 1975 - Liu Yue, ex calciatore cinese
- 1975 - Anastassia Michaeli, politica e modella israeliana
- 1975 - Phil Lord e Christopher Miller, regista, sceneggiatore e produttore cinematografico statunitense
- 1975 - Martin Schirdewan, politico tedesco
- 1975 - Armine Tumanyan, artista armena
- 1975 - Jozef Valachovič, ex calciatore slovacco
- 1975 - Gerben Van Dorpe, ex cestista belga
- 1975 - Abdul Baser Wasiqi, maratoneta afghano
- 1976 - Nohair Al-Shammari, ex calciatore kuwaitiano
- 1976 - Rafał Bigus, ex cestista polacco
- 1976 - Dan Boyle, hockeista su ghiaccio canadese
- 1976 - Anna Friel, attrice britannica
- 1976 - Guillaume Gille, ex pallamanista e allenatore di pallamano francese
- 1976 - Andrėj Michnevič, ex pesista bielorusso
- 1976 - Kyrsten Sinema, politica e avvocato statunitense
- 1976 - Tracie Spencer, cantante statunitense
- 1976 - Alison Wright, attrice inglese
- 1977 - Alessandro Bianchi, ex cestista italiano
- 1977 - Jejomar Binay Jr., politico filippino
- 1977 - Marya, cantante e rapper italiana
- 1977 - Masahiro Fukazawa, ex calciatore giapponese
- 1977 - Jure Golčer, ex ciclista su strada sloveno
- 1977 - Neil Harris, allenatore di calcio e ex calciatore inglese
- 1977 - Raoul Hedebouw, politico belga
- 1977 - David Henríquez, ex calciatore cileno
- 1977 - Steve Howey, attore statunitense
- 1977 - Salman Isa, calciatore bahreinita
- 1977 - Brock Lesnar, wrestler e ex artista marziale misto statunitense
- 1977 - Francesca Lubiani, ex tennista italiana
- 1977 - Jean-Claude Rabbath, ex altista libanese
- 1977 - Paul Sampson, rugbista a 15 inglese
- 1977 - Marco Silva, allenatore di calcio e ex calciatore portoghese
- 1977 - Lennart Steffensen, ex calciatore norvegese
- 1977 - Ferdinando Tozzi, giurista italiano
- 1977 - Clayton Zane, allenatore di calcio e ex calciatore australiano
- 1978 - Reggie Crist, ex sciatore alpino e sciatore freestyle statunitense
- 1978 - Sara Ercoli, ex calciatrice italiana
- 1978 - Pablo Daniel Escobar, allenatore di calcio e ex calciatore paraguaiano
- 1978 - Katrine Fruelund, ex pallamanista danese
- 1978 - Topher Grace, attore statunitense
- 1978 - Ziad Jaziri, ex calciatore tunisino
- 1978 - Michelle Rodriguez, attrice statunitense
- 1978 - Takahiro Yamamoto, ex pallavolista giapponese
- 1979 - Omid Abtahi, attore iraniano
- 1979 - Stefano Andreoli, scrittore, autore televisivo e conduttore radiofonico italiano
- 1979 - Tōru Araiba, ex calciatore giapponese
- 1979 - Brooke Baldwin, giornalista e scrittrice statunitense
- 1979 - Scott Goldblatt, ex nuotatore statunitense
- 1979 - Jamie Harding, attore britannico
- 1979 - Romeo Mitrović, ex calciatore bosniaco
- 1979 - Nikos Mparlos, ex cestista e allenatore di pallacanestro greco
- 1979 - Aleksejs Pašins, ex calciatore lettone
- 1979 - Jonathan Tiomkin, schermidore statunitense
- 1980 - Jessica Barth, attrice e modella statunitense
- 1980 - Chris Bracey, ex cestista statunitense
- 1980 - Vanessa Cattoi, politica italiana
- 1980 - Kristen Connolly, attrice statunitense
- 1980 - César De Cesare, canoista argentino
- 1980 - Audrey Descouts, schermitrice francese
- 1980 - Irina Embrich, schermitrice estone
- 1980 - Phil Evans, ex calciatore gallese
- 1980 - Mylène Jampanoï, attrice e modella francese
- 1980 - Katherine Legge, pilota automobilistica britannica
- 1980 - Michal Michalík, pentatleta ceco
- 1980 - Luis Ortega, regista e sceneggiatore argentino
- 1980 - Daniele Quadrini, ex calciatore italiano
- 1980 - Valentina Sassi, ex tennista e allenatrice di tennis italiana
- 1980 - Fiorello Toppo, ex cestista italiano
- 1980 - Marciano José do Nascimento, ex calciatore brasiliano
- 1981 - Juraj Ančic, allenatore di calcio e ex calciatore slovacco
- 1981 - Marco Di Bello, arbitro di calcio italiano
- 1981 - David Firisua, ex calciatore salomonese
- 1981 - Anna Levčenko, pallavolista russa
- 1981 - Chahnez M'barki, judoka tunisina
- 1981 - Senteni Masango, regina swazilandese († 2018)
- 1981 - Luke McCown, giocatore di football americano statunitense
- 1981 - Maya Sar, cantautrice bosniaca
- 1981 - Abigail Spears, ex tennista statunitense
- 1982 - Antonio Cassano, ex calciatore italiano
- 1982 - Sherman Gay, ex cestista statunitense
- 1982 - Petar Jovanović, ex calciatore bosniaco
- 1982 - Andy Kim, politico statunitense
- 1982 - Tara Kirk, nuotatrice statunitense
- 1982 - Vinicius Machado, attore brasiliano
- 1982 - Kristen Mielke, ex sciatrice alpina statunitense
- 1982 - Shunta Nagai, ex calciatore giapponese
- 1982 - Swan, ballerino e coreografo italiano († 2023)
- 1982 - Jaroslav Soukup, ex biatleta ceco
- 1982 - Alessandro Zurla, doppiatore italiano
- 1983 - Yarelys Barrios, discobola cubana
- 1983 - Michael Cuffee, ex cestista statunitense
- 1983 - Gregorio Di Leo, kickboxer italiano
- 1983 - Libania Grenot, ex velocista italiana
- 1983 - Ghasem Hadadifar, allenatore di calcio e ex calciatore iraniano
- 1983 - Howie Kendrick, ex giocatore di baseball statunitense
- 1983 - Takeshi Miyake, giocatore di football americano giapponese
- 1983 - David Muntaner, ex pistard e ciclista su strada spagnolo
- 1983 - Sandy Patrone, giocatore di baseball dominicano
- 1983 - Krystin Pellerin, attrice canadese
- 1983 - Giorgio Sorial, dirigente d'azienda, politico e dirigente pubblico italiano
- 1983 - Jesús Tato, allenatore di calcio e ex calciatore spagnolo
- 1983 - Andrae Williams, velocista bahamense
- 1984 - Alberto Aguilar, allenatore di calcio e ex calciatore spagnolo
- 1984 - Andre Begemann, tennista tedesco
- 1984 - Mathieu Duhamel, calciatore francese
- 1984 - Marialuisa Faro, politica italiana
- 1984 - Gareth Gates, cantante britannico
- 1984 - Amanda Hocking, scrittrice statunitense
- 1984 - Mikaela Hoover, attrice statunitense
- 1984 - Natalie Martinez, attrice e modella statunitense
- 1984 - Michael McGovern, ex calciatore nordirlandese
- 1984 - Vittorio Montalti, musicista e compositore italiano
- 1984 - Ryan Pettinella, ex cestista statunitense
- 1984 - Antywane Robinson, ex cestista statunitense
- 1984 - Saša Filipenko, scrittore, giornalista e conduttore televisivo bielorusso
- 1984 - Yūki Takahashi, pilota motociclistico giapponese
- 1984 - Birsel Vardarlı, ex cestista turca
- 1984 - Sami Zayn, wrestler canadese
- 1985 - Javor Baharov, attore bulgaro
- 1985 - Paulo Vitor Barreto, ex calciatore brasiliano
- 1985 - Gianluca Curci, allenatore di calcio e ex calciatore italiano
- 1985 - Maurice-Junior Dalé, ex calciatore francese
- 1985 - Adam Gregory, cantante e cantautore canadese
- 1985 - Cassidy Krug, tuffatrice statunitense
- 1985 - Ismael Londt, kickboxer olandese
- 1985 - Maryna Marčenko, pallavolista ucraina
- 1985 - Rob Menendez, politico statunitense
- 1985 - Andrea Mete, doppiatore e direttore del doppiaggio italiano
- 1985 - Natasha Poly, supermodella russa
- 1985 - María Belén Pérez, schermitrice argentina
- 1985 - Sara Savoia, nuotatrice artistica italiana
- 1985 - Emil Hegle Svendsen, ex biatleta e ex fondista norvegese
- 1985 - Valentina Trapletti, marciatrice italiana
- 1985 - David Vandenbroeck, allenatore di calcio e ex calciatore belga
- 1986 - 360, rapper australiano
- 1986 - Aren Davoudi, cestista iraniano
- 1986 - Didier Digard, allenatore di calcio e ex calciatore francese
- 1986 - Simone Laudehr, ex calciatrice tedesca
- 1986 - Giovanni Montarone, attore italiano
- 1986 - Diego Nunes, pilota automobilistico brasiliano
- 1986 - Rommel Pacheco, tuffatore, politico e personaggio televisivo messicano
- 1986 - JP Pietersen, rugbista a 15 sudafricano
- 1986 - Evelyn Sharma, attrice tedesca
- 1987 - Thiago Ferreira dos Santos, calciatore brasiliano
- 1987 - Anna-Elena Herzog, attrice tedesca
- 1987 - Travis Hyman, ex cestista statunitense
- 1987 - Vadzim Kaptur, tuffatore bielorusso
- 1987 - Léonard Kweuke, ex calciatore camerunese
- 1987 - Dante Carlos Rossi, calciatore argentino
- 1987 - Simone Salviato, calciatore italiano
- 1987 - Gökhan Süzen, calciatore turco
- 1987 - Emily Zurrer, ex calciatrice canadese
- 1988 - Scott Baldwin, rugbista a 15 britannico
- 1988 - Patrick Beverley, cestista statunitense
- 1988 - Maximiliano Caire, calciatore argentino
- 1988 - Élton Calé, calciatore brasiliano
- 1988 - Vladimir Djadjun, ex calciatore russo
- 1988 - Attila Filkor, ex calciatore ungherese
- 1988 - Óscar García Guerrero, calciatore spagnolo
- 1988 - Nate Irving, giocatore di football americano statunitense
- 1988 - Ta'Rhonda Jones, attrice e rapper statunitense
- 1988 - Tevfik Köse, ex calciatore tedesco
- 1988 - Marko Lozo, allenatore di calcio e ex calciatore croato
- 1988 - LeSean McCoy, ex giocatore di football americano statunitense
- 1988 - Chris Milligan, attore australiano
- 1988 - Nano, cantante statunitense
- 1988 - Rafał Nordwing, mezzofondista polacco
- 1988 - Jiří Novotný, giocatore di calcio a 5 ceco
- 1988 - Melissa O'Neil, cantante e attrice canadese
- 1988 - Park In-bee, golfista sudcoreana
- 1988 - Grismay Paumier, cestista cubano
- 1988 - Elisa Qualizza, kickboxer italiana
- 1988 - Beau Schneider, attore olandese
- 1988 - Matteo Siorpaes, giocatore di curling italiano
- 1988 - Risa Taneda, doppiatrice giapponese
- 1989 - Mickaël Alphonse, ex calciatore francese
- 1989 - Mark Borowiecki, ex hockeista su ghiaccio canadese
- 1989 - Alejandro Camargo, calciatore argentino
- 1989 - Rose Chelimo, maratoneta e mezzofondista keniota
- 1989 - Mirko Eramo, calciatore italiano
- 1989 - Vladan Giljen, calciatore montenegrino
- 1989 - Vital' Hajdučyk, ex calciatore bielorusso
- 1989 - Rodney Hudson, giocatore di football americano statunitense
- 1989 - Overwerk, disc jockey e produttore discografico canadese
- 1989 - Ivan Karadžov, ex calciatore bulgaro
- 1989 - Hilary Knight, hockeista su ghiaccio statunitense
- 1989 - Marina Mesure, politica francese
- 1989 - Kellen Moore, ex giocatore di football americano statunitense
- 1989 - Nick Palmieri, ex hockeista su ghiaccio statunitense
- 1989 - Phoebe Tonkin, attrice australiana
- 1989 - Svjatlana Val'ko, cestista bielorussa
- 1990 - Bebé, calciatore portoghese
- 1990 - Abdulaziz Belraysh, calciatore libico
- 1990 - Rachel Brosnahan, attrice statunitense
- 1990 - Dzmitryj Dzjubin, marciatore bielorusso
- 1990 - Philipp Eitzinger, pilota motociclistico austriaco
- 1990 - Yassine El Ghanassy, ex calciatore belga
- 1990 - Drew Gordon, cestista statunitense († 2024)
- 1990 - Anastasia Grymalska, tennista ucraina
- 1990 - Miguel Ángel Guerrero Martín, calciatore spagnolo
- 1990 - Chris Jones, giocatore di football americano statunitense
- 1990 - Joni Kauko, calciatore finlandese
- 1990 - Ryo Kiyuna, karateka giapponese
- 1990 - Mauro Maidana, calciatore argentino
- 1990 - Maverick Sabre, cantautore e rapper britannico
- 1990 - Sebastian Seidl, judoka tedesco
- 1990 - Chehales Tapscott, cestista statunitense
- 1990 - Julian Wade, calciatore dominicense
- 1990 - Tex Whitelocke, calciatore britannico
- 1990 - Xu Mengtao, sciatrice freestyle cinese
- 1991 - Rodrigo Battaglia, calciatore argentino
- 1991 - Mirza Bašić, tennista bosniaco
- 1991 - Pablo Carreño Busta, tennista spagnolo
- 1991 - Souvik Chakrabarti, calciatore indiano
- 1991 - Salih Dursun, calciatore turco
- 1991 - Luciana Echeverría, attrice e cantante pop cilena
- 1991 - Shane Ferguson, calciatore nordirlandese
- 1991 - OG Eastbull, rapper italiano
- 1991 - Gabe Jackson, giocatore di football americano statunitense
- 1991 - Artyom Mik'aelyan, calciatore armeno
- 1991 - Nwankwo Obiora, calciatore nigeriano
- 1991 - Erik Per Sullivan, attore statunitense
- 1991 - Dmitrij Poloz, calciatore russo
- 1991 - Fabián Puerta, pistard colombiano
- 1991 - James Rodríguez, calciatore colombiano
- 1991 - Sun Zhifeng, ex snowboarder cinese
- 1991 - Juliana Terao, scacchista brasiliana
- 1991 - Chiara Vignati, calciatrice italiana
- 1991 - K'Waun Williams, ex giocatore di football americano statunitense
- 1991 - Portia Woodman, rugbista a 15 neozelandese
- 1992 - Brent Arrington, ex cestista statunitense
- 1992 - Camilla Batini, schermitrice italiana
- 1992 - Bartosz Bereszyński, calciatore polacco
- 1992 - Luke Berry, calciatore inglese
- 1992 - Salif Cissé, calciatore francese
- 1992 - Gabriel Girotto Franco, calciatore brasiliano
- 1992 - Eirik Holmen Johansen, calciatore norvegese
- 1992 - Jang Dong-yoon, attore sudcoreano
- 1992 - Jonathan Jiménez, calciatore salvadoregno
- 1992 - Dauren Kurugliev, artista marziale misto e lottatore russo
- 1992 - Ross Laidlaw, calciatore scozzese
- 1992 - Murilo Machado Silva, giocatore di football americano brasiliano
- 1992 - Alessandro Martire, pianista e compositore italiano
- 1992 - Kévin Menaldo, astista francese
- 1992 - Larrissa Miller, ginnasta australiana
- 1992 - Feiz Shamsin, ex calciatore libanese
- 1992 - Pёtr Ten, calciatore russo
- 1992 - Simone Verdi, calciatore italiano
- 1992 - Albert Wilson, giocatore di football americano statunitense
- 1992 - Woo Do-hwan, attore sudcoreano
- 1993 - Jonas Brodin, hockeista su ghiaccio svedese
- 1993 - Christina Burkenroad, calciatrice messicana
- 1993 - Caíque Venâncio Lemes, calciatore brasiliano
- 1993 - Ron Curry, cestista statunitense
- 1993 - Carlos Espíndola, giocatore di calcio a 5 brasiliano
- 1993 - Felipe Gedoz, calciatore brasiliano
- 1993 - Emelie Helmvall, calciatrice svedese
- 1993 - Lauren Lyle, attrice britannica
- 1993 - Tanner McGrew, cestista statunitense
- 1993 - Moon Chang-jin, calciatore sudcoreano
- 1993 - Marius Müller, calciatore tedesco
- 1993 - Lukas Lerager, calciatore danese
- 1993 - Kingsley Schindler, calciatore tedesco
- 1993 - Brooke Buschkuehl, lunghista australiana
- 1993 - Ibrahima Tandia, calciatore maliano
- 1993 - Scottie Thompson, cestista filippino
- 1993 - Ștefania Vătafu, calciatrice rumena
- 1993 - Emily van Egmond, calciatrice australiana
- 1994 - Docus Ajok, mezzofondista ugandese
- 1994 - Mohamed Eisa, calciatore sudanese
- 1994 - Jamie Herrell, modella filippina
- 1994 - Joséphine Japy, attrice francese
- 1994 - Jaleel Johnson, giocatore di football americano statunitense
- 1994 - Kanako Momota, cantante, attrice e modella giapponese
- 1994 - Dino Perić, calciatore croato
- 1994 - Réda Rabeï, calciatore francese
- 1994 - Pavel Savicki, calciatore bielorusso
- 1994 - Molly Seidel, maratoneta e mezzofondista statunitense
- 1994 - Ingrid Marie Spord, calciatrice norvegese
- 1994 - Justas Tamulis, cestista lituano
- 1994 - Narubadin Weerawatnodom, calciatore thailandese
- 1994 - Jakob Špik, ex sciatore alpino sloveno
- 1995 - Mason Alexander Park, attrice statunitense
- 1995 - Samantha Bromberg, tuffatrice statunitense
- 1995 - Amandine Buchard, judoka francese
- 1995 - K.J. Carta-Samuels, giocatore di football americano statunitense
- 1995 - Paul-Lou Duwiquet, cestista francese
- 1995 - Parker Jackson-Cartwright, cestista statunitense
- 1995 - Süleyman Karadeniz, lottatore turco
- 1995 - Elias Martello Curzel, calciatore brasiliano
- 1995 - Marcos Montiel, calciatore uruguaiano
- 1995 - Domen Novak, ciclista su strada sloveno
- 1995 - Bailey Ober, giocatore di baseball statunitense
- 1995 - Yohio, cantautore svedese
- 1995 - Luke Shaw, calciatore inglese
- 1995 - Sora Shiina, attrice pornografica giapponese
- 1995 - Moses Simon, calciatore nigeriano
- 1995 - Morayo Soluade, cestista britannico
- 1995 - Jordyn Wieber, ex ginnasta statunitense
- 1995 - Behnam Yakhchali, cestista iraniano
- 1995 - Michael Zetterer, calciatore tedesco
- 1996 - Adam Buksa, calciatore polacco
- 1996 - Moussa Dembélé, calciatore francese
- 1996 - Valentin Madouas, ciclista su strada francese
- 1996 - Thierry Manzi, calciatore ruandese
- 1996 - Will Stuart, rugbista a 15 britannico
- 1996 - Ahmet Önder, ginnasta turco
- 1997 - Or Dadia, calciatore israeliano
- 1997 - Jean-Kévin Duverne, calciatore haitiano
- 1997 - Gavin Hoover, pistard e ciclista su strada statunitense
- 1997 - Pallas Kunaiyi-Akpanah, cestista nigeriana
- 1997 - Lorenzo Lunadei, calciatore sammarinese
- 1997 - Pablo Maffeo, calciatore argentino
- 1997 - Eloisa Passaro, schermitrice italiana
- 1997 - Ardit Toli, calciatore albanese
- 1997 - Malala Yousafzai, attivista e blogger pakistana
- 1998 - Billy Arce, calciatore ecuadoriano
- 1998 - Marcelo Freites, calciatore argentino
- 1998 - Shai Gilgeous-Alexander, cestista canadese
- 1998 - Reece Howden, sciatore freestyle canadese
- 1998 - Diyora Keldiyorova, judoka uzbeka
- 1998 - Gustav Marcussen, calciatore danese
- 1998 - Guilherme Nunes, calciatore brasiliano
- 1998 - Norman Rodríguez, calciatore uruguaiano
- 1998 - Myjai Sanders, giocatore di football americano statunitense
- 1999 - Marika Bergman Lundin, calciatrice svedese
- 1999 - DaRon Bland, giocatore di football americano statunitense
- 1999 - Izaiah Brockington, cestista statunitense
- 1999 - Damone Clark, giocatore di football americano statunitense
- 1999 - Ayrton Costa, calciatore argentino
- 1999 - Kike Linares, calciatore spagnolo
- 1999 - Roberto Fernández Toro, calciatore boliviano
- 1999 - DeAngelo Malone, giocatore di football americano statunitense
- 1999 - Yūta Okaya, pilota motociclistico giapponese
- 1999 - Diego Palacios, calciatore ecuadoriano
- 1999 - Liam Robbins, cestista statunitense
- 1999 - Adriana Rodríguez, multiplista e lunghista cubana
- 1999 - Nur Dhabitah Sabri, tuffatrice malese
- 1999 - Vid Vrhovnik, combinatista nordico sloveno
- 1999 - Martina Weil, velocista cilena
- 1999 - Zhou Xia, atleta paralimpica cinese
- 2000 - Simone Barlaam, nuotatore italiano
- 2000 - Josef Bursik, calciatore inglese
- 2000 - Veronica Burton, cestista statunitense
- 2000 - Santiago Coronel, calciatore argentino
- 2000 - Kayque Luiz Pereira, calciatore brasiliano
- 2000 - Faïz Mattoir, calciatore francese
- 2000 - Tiawan Mullen, giocatore di football americano statunitense
- 2000 - Neguinho, giocatore di calcio a 5 brasiliano
- 2000 - Seyi Vibez, cantautore nigeriano
- 2000 - Vinícius Júnior, calciatore brasiliano

## XXI secolo(30)
- 2001 - Niles Fitch, attore statunitense
- 2001 - Kaylee McKeown, nuotatrice australiana
- 2001 - Iliana Rupert, cestista francese
- 2001 - Yari Verschaeren, calciatore belga
- 2001 - Max Walker, ciclista su strada mannese
- 2002 - Jennie-Lee Burmansson, ex sciatrice freestyle svedese
- 2002 - Nnamdi Chinecherem, giavellottista nigeriano
- 2002 - Eduards Dašķevičs, calciatore lettone
- 2002 - Akoldah Gak, cestista australiano
- 2002 - Yiğit Onan, cestista turco
- 2002 - Dalen Terry, cestista statunitense
- 2002 - Nico Williams, calciatore spagnolo
- 2002 - Bertuğ Yıldırım, calciatore turco
- 2003 - Oscar Bobb, calciatore norvegese
- 2003 - Alessandra Frangipani, rugbista a 15 italiana
- 2003 - Victor Lind, calciatore danese
- 2003 - Michał Niewiński, pattinatore di short track polacco
- 2003 - Alessandro Pinarello, ciclista su strada italiano
- 2003 - Ahmed Qasem, calciatore svedese
- 2003 - Alicja Sielska, ostacolista polacca
- 2003 - Jun'nosuke Suzuki, calciatore giapponese
- 2004 - Ella Ramsay, nuotatrice australiana
- 2004 - Oscar Andreas Sandvik, sciatore alpino norvegese
- 2004 - Lani Wittevrongel, pistard e ciclista su strada belga
- 2005 - Taiyō Furusato, pilota motociclistico giapponese
- 2005 - Lurdes Gloria Manuel, velocista ceca
- 2005 - Bogoljub Marković, cestista serbo
- 2006 - Iván Román, calciatore cileno
- 2010 - Federico Ielapi, attore italiano
- 2014 - Halaevalu Mataʻaho, principessa tongana

## Senza anno specificato(2)
- Risa Asaki, doppiatrice giapponese
- Giacomo Tomasi Caetani, francescano italiano († 1300)